# 前多康男
前多 康男（まえだ やすお、1959年 - ）は、日本の経済学者。専門は、金融経済学・マクロ経済学。慶應義塾大学経済学部名誉教授。

## 経歴
- 1982年（昭和57年）3月 慶應義塾大学経済学部卒業
- 1984年（昭和59年）3月 慶應義塾大学大学院経済学研究科修士課程修了（経済学修士）
- 1990年（平成2年）6月 ミネソタ大学（米国）大学院経済学研究科博士課程修了（Ph.D.(economics))
- 1990年（平成2年）9月 国際大学大学院国際関係学研究科専任講師
- 1994年（平成6年）4月 大阪大学大学院経済学研究科助教授
- 2001年（平成13年）12月 大阪大学大学院経済学研究科教授
- 2002年（平成14年）10月 慶應義塾大学経済学部教授
- 2025年　（令和7年）4月　慶應義塾大学名誉教授

## 著作

### 共著
- （岩本康志・齊藤誠・渡辺努）『金融機能と規制の経済学』（東洋経済新報社, 2001年）ISBN 9784492681138
- （酒井良清）『新しい金融理論――金融取引のミクロ的基礎から金融システムの設計へ』（有斐閣, 2003年）ISBN 9784641161856
- （酒井良清）『金融システムの経済学』（東洋経済新報社, 2004年）ISBN 9784492653388
- （鹿野嘉昭・酒井良清）『金融論をつかむ』（有斐閣, 2006年）ISBN 9784641177017

### 訳書
- ジョージ・T・マッキャンドレス、ニール・ウォーレス 『動学マクロ経済学――世代重複モデルによる分析』（創文社, 1994年）